# 岡崎藝術座
岡崎藝術座（岡崎芸術座、okazaki art theatre）は神里雄大が主宰する日本の劇団。

## 概要
2003年4月に設立。劇団名の由来は、劇団設立当時神里が高校時代の友人の岡崎に借金があったことから。
設立当初は口語会話劇を行う作風だったが暗黒舞踏やミュージカルまで手を広げた結果、劇的な身体の硬質な演技と日常的なゆるい身体の散漫な状態を無理やりつなげ、舞台にあげるなどして舞台上での俳優の存在をことさらに強調する作風が特長となった。
作品によっては朝の公演、電車移動を利用した市街劇、自宅公演、お客を走らせる公演などの趣向も見受けられる。
2006年、神里が『しっぽをつかまれた欲望』(原作／パブロ・ピカソ)によって第7回利賀演出家コンクール最優秀演出家賞を最年少で受賞。

## 公演作品
- 『堕落論』　原作／坂口安吾　(2003年)
- 『断食芸人』　原作／フランツ・カフカ　(2003年)
- 『春は馬車に乗って』　原作／横光利一　(2004年)
- 『花園の思想』　原作／横光利一　(2004年)
- 『不景気<ツアー編>』　(2004年)
- 『Aの事故』　(2004年)
- 『花園の思想』(改定再演)　原作／横光利一　(2004年)
- 『不景気<越冬編>』　(2004年)
- 『幼年時代』　原作／マクシム・ゴーリキー　(2005年)
- 『ゴドーを待ちながら』　原作／サミュエル・ベケット　(2005年)
- 『会社の犬』　(2005年)
- 『忘れる』　(2005年)
- 『幼年時代から』　(2005年)
- 『アメリカンポップミュージック』　(2005年)
- 『日常茶飯事』　作／佐々木透　(2006年)
- 『多大なる耳障りで鬱陶しい声が毎日のように聞こえてくるのだ』　(2006年)
- 『不景気<冬の朝編>』　(2006年)
- 『アメリカンポップミュージック2007桜』　(2007年)
- 『オセロ』　原作／ウィリアム・シェイクスピア 　(2007年)
- 『雪いよいよ降り重ねる折からなれば也』　(2007年)
- 『グローバリゼーションに関する短編戯曲』作／ドミニク・オーランド　(2008年)
- 『三月の5日間』　原作／岡田利規　(2008年)
- 『リズム三兄妹』/『はやねはやおき朝御飯』　(2008年)
- 『ヘアカットさん』/『朝焼けサンセット』　(2009年)
- 『リズム三兄妹』　(2010年)　再演
- 『古いクーラー』　(2010年)
- 『街などない』　(2011年)
- 『ヘアカットさん』　(2011年)　再演
- 『レッドと黒の膨張する半球体』　(2011年)　フェスティバル/トーキョー11参加
- 『アンティゴネ／寝盗られ宗介』　作／「アンティゴネー」ソポクレース・「寝盗られ宗介」つかこうへい　(2012年)
- 『放屁蟲(レッドと黒の膨張する半球体)』　(2011年)　台湾アートフェスティバル招聘作品

## 過去の出演者
- 内田慈
- アントーニオ本多
- あきやまかおる
- 鷲尾英彰
- 山縣太一
- 佐々木透
- 武谷公雄
- 西田夏奈子
- 成河